# Бейкер, Элла
Элла Джозефина Бейкер (англ. Ella Josephine Baker; 13 декабря 1903, Норфолк, Виргиния, США — 13 декабря 1986, Нью-Йорк, США) — американский общественный деятель и активистка движения за права чернокожих граждан США.

## Биография
Элла Бейкер родилась в 1903 году в Норфолке, штат Виргиния, и выросла в Северной Каролине. Ещё в детстве она стала поддерживать социальную справедливость под впечатлением от рассказов бабушки о жизни в рабстве. В 1918 году она поступила в Университет Шоу для чернокожих студентов и окончила его в 1927 году. В дальнейшем она переехала в Нью-Йорк в поиске работы, где столкнулась с множеством людей, пострадавших от Великой депрессии. Тогда же она начала заниматься политическим активизмом.
В 1930 году Бейкер присоединилась к созданной анархистом Джорджем Шуйлером «Кооперативной лиге юных негров» (англ. Young Negroes Cooperative League), чьей целью было развитие экономической силы афроамериканцев. Она также участвовала в нескольких женских организациях. Она интересовалась культурой гарлемского ренессанса. Бейкер протестовала против второй итало-эфиопской войны и поддержала кампанию по защите «парней из Скоттсборо». Она также основала негритянский исторический клуб в Гарлемской библиотеке.
В конце 30-х годов Бейкер вышла замуж за Т. Дж. Робертса и присоединилась к Национальной ассоциации содействия прогрессу цветного населения (NAACP). В 1940 году она стала секретарём в NAACP, затем занимала должность председателя различных отделений организации. Ей приходилось бороться за право быть услышанной в практически исключительно мужской организации. Также она была противницей строгой иерархии. В 1945 году она познакомилась с другой активисткой NAACP Розой Паркс, на которую оказала большое влияние. В 1946 году Бейкер оставила работу из-за недовольства бюрократизмом в NAACP и необходимости заботиться о племяннице, однако продолжила сотрудничество с нью-йоркским отделением и занималась улучшением качества образования чернокожих детей. Вдохновлённая бойкотом автобусных линий в Монтгомери в 1955 году, Бейкер начала сбор средств на борьбу с законами Джима Кроу на юге США. В 1958 году она развелась с мужем. Бейкер всегда скрывала личную жизнь.
В 1957 году Бейкер приняла участие в учреждении Конференции южного христианского руководства, направленной на координацию усилий для борьбы с дискриминацией чернокожих на юге. В 1960 году она покинула организацию и приняла участие в создании Студенческого ненасильственного координационного комитета. Под её руководством комитет стал одной из ведущих организаций по защите прав человека в США.
Бейкер до конца жизни оставалась видным деятелем в борьбе за права чернокожих. В 1972 году она поддержала кампанию за освобождение активистки Анджелы Дэвис, также выступала против апартеида в ЮАР. Она скончалась в свой 83-й день рождения в 1986 году.

## Награды
- Candace Award (1984)
- Включение в Национальный зал славы женщин (1994)

## Память и значение
Элла Бейкер внесла заметный вклад в развитие движения за гражданские права в 1950-х и 60-х годах, однако она менее известна, нежели такие активистки, как Роза Паркс, Дороти Хайт и Мэри Маклеод Бетюн. В честь неё назван центр по защите прав человека в Окленде. В 2009 году в США вышла почтовая марка в память о ней.
Архивы активистки хранятся в Нью-Йоркской публичной библиотеке.